# 1904年夏季奥林匹克运动会网球比赛
在1904年夏季奥林匹克运动会上，有兩個網球比賽項目在圣路易斯舉行，來自兩個國家的45位網球選手參加比賽。

## 項目成績
| 項目              | 金牌                                      | 银牌                                      | 铜牌                                                                              |
| 男子單打 （詳細） | 比尔斯·赖特（美国）                       | 罗伯特·勒罗伊（美国）                     | 阿方索·贝尔（美国） 埃德加·伦纳德（美国）                                         |
| 男子雙打 （詳細） | 美国（USA） · 比尔斯·赖特 · 埃德加·伦纳德 | 美国（USA） · 罗伯特·勒罗伊 · 阿方索·贝尔 | 美国（USA） · 克拉伦斯·甘布尔 · 阿瑟·韦尔 美国（USA） · 约瑟夫·韦尔 · 艾伦·韦斯特 |

## 獎牌榜
*   主办国家/地区（美国）
| 排名                     | 国家 / 地区              | 金牌 | 銀牌 | 銅牌 | 总计 |
| ------------------------ | ------------------------ | ---- | ---- | ---- | ---- |
| 1                        | 美国*                    | 2    | 2    | 4    | 8    |
| 总计（共1个国家 / 地区） | 总计（共1个国家 / 地区） | 2    | 2    | 4    | 8    |

## 參賽國家
賽事共有來自兩個國家的45名參賽運動員參加。
- 德国（2）
- 美国（43）

## 外部連結
- 國際奧委會成績資料庫 （页面存档备份，存于）